# سالوا ایریارته
سالوا ایریارته (انگلیسی: Salva Iriarte؛ زادهٔ ۲ آوریل ۱۹۵۲) بازیکن فوتبال اهل اسپانیا است.
از باشگاه‌هایی که در آن بازی کرده‌است می‌توان به باشگاه فوتبال رئال سوسیداد اشاره کرد.